# Квинт Юний Марулл
Квинт Юний Марулл (лат. Quintus Iunius Marullus) — политический деятель эпохи ранней Римской империи.
В 62 году Марулл предложил отстранить от должности претора Антистия Сосиана за то, что тот якобы занимался сочинением стихов, в которых негативно отзывался об императоре Нероне. Его точку зрения поддержали все сенаторы, кроме Тразеи Пета. В том же году с сентября по декабрь Марулл занимал должность консула-суффекта.